# Pecom
Pecom — марка домашних/учебных компьютеров компании Elektronska industrija Niš (город Ниш, Сербия).
В 1985 году было разработано две модели — Pecom 32 и Pecom 64.

## Технические характеристики
- Процессор: CPD 1802B 5V7, работающий на частоте 5 МГц
- ПЗУ: 16 КБ (возможно расширение на дополнительные 16 КБ, содержащих расширенный редактор и ассемблер)
- ОЗУ: 36 КБ
- Видео: единственный видеорежим — текст 24 строки по 40 символов, 8 цветов; программируемый знакогенератор с символом 6×9 пикселов
- Звук: двухканальный — один канал генератора тона, один канал шума/спецэффектов
- Интерфейсы:
  - Порт кассетного магнитофона
  - Видеовыход: композитный, ВЧ-модулятор
  - Последовательный порт
  - Разъём расширения

В качестве видеопроцессора применялись чипы RCA-CDP1869 и CDP1870. 1 КБ ОЗУ использовался как видеопамять и ещё 2 КБ ОЗУ — как знакогенератор для символов размером 6x9 пикселов. Знакогенератор можно было изменять в любой момент, что позволяло рассматривать экран как графический разрешением 240×216 пикселей, но с учётом ограничений.